# Тибор Варади
Тибор Варади (мађ. Várady Tibor, Петровград, 25. мај 1939) српски је правник, академик, пензионисани професор Правног факултета Универзитета у Новом Саду, професор емеритус Централноевропског универзитета у Будимпешти и Универзитета Емори у Атланти. Био је министар правде СР Југославије у Влади Милана Панића 1992. године.

## Биографија

### Порекло и образовање
Рођен је 25. маја 1939. године у Петровграду, у породици угледних адвоката мађарског порекла. Отац и деда Имре Варади су у граду имали адвокатску канцеларију од 1893. године. Деда је био и сенатор Краљевине Југославије. Као дете је научио српски, мађарски и немачки језик, који су се готово симултано говорили у граду, а затим је научио и француски језик. Током 1943. године, добио је млађу сестру.
Основне студије на Правном факултету Универзитета у Београду је завршио 1962. године. Добио је Фулбрајтову стипендију за студије права на Универзитету Харвард и тако је постао први источноевропски студент на овом универзитету од краја Другог светског рата. Ту је стекао титулу магистра правних наука 1967. године, а затим добија стипендију Универзитету Харвард за наставак студија, те је овде и докторирао 1970. године.

### Академска каријера
Од дипломирања 1962. до 1963. године је био адвокатски приправник у Зрењанину. Те године је постао асистент на Правном факултету Универзитета у Новом Саду, где је постепено напредовао до звања редовног професора и то остао до пензионисања 1993. године.
Држао је предавања на Универзитету Калифорније у Берклију, Универзитет Флорида, Универзитету Корнел, Универзитету Емори) и на Централноевропском универзитету у Будимпешти. На Универзитету Емори и Централноевропском универзитету има звање професора емеритуса.
За дописног члана Војвођанске академије наука и уметности је изабран 3. децембра 1987. године. Потом је 29. маја 1991. године изабран за дописног члана Српске академије наука и уметности, а за редовног члана 30. октобра 2003. године. У САНУ обавља дужност председника Одбора за проучавање националних мањина и људских права и председника Одбора за проучавање живота и обичаја Рома, као и члана Академијског одбора за сарадњу са нашим научницима и уметницима у иностранству.

### Уредништво стручних часописа
Био је уредник часописа Új Symposion (1969-1971), главни и одговорни уредник часописа LÉTÜNK (1990-1999) и члан уредништва Архива за правне и друштвене науке. Такође, био је члан редакције Југословенске ревије за међународно право, стални кореспондент правног часописа Netherlands International Law Review (1985-2005); члан листе главних сарадника правног часописа Revue de l’Arbitrage (1983-1994) и члан уредништва Croatian Yearbook of International Commercial Arbitration (1998-).

### Чланство у стручним удружењима
Члан је ILA (Светско удружење за међународно право) (1970‒); члан Société de la Legislation compare (1980‒); председник Панела Asser College Europe (1996‒2001); члан International Academy of Comparative Law (2006‒); члан American Bar Association (2006‒); члан Society of European Contract Law (2006‒); члан Друштва књижевника Војводине (1975‒).

### Политичка каријера
Варади је био један од оснивача Удружења за југословенску демократску иницијативу. Као кандидат овог удружења на парламентарним изборима 1990. године, изабран је за народног посланика Народне скупштине Републике Србије, а уједно је био и једини посланик са ове изборне листе.
Од 14. јула до 29. децембра 1992. године, Варади је био министар правде Савезне Републике Југославије у Влади Милана Панића. Раније се није познавао са Панићем, већ га је за министарско место препоручила чињеница да има докторат са Харварда.

### Међународни суд правде у Хагу
Од 2001. до 2004. године је био главни правни саветник при Министарству иностраних послова Савезне Републике Југославије. Између 2001. и 2008. године, био је заступник СР Југославије (СЦГ, односно Србије) пред Међународним судом правде у Хагу

## Признања и награде
- Награда „Стражилово”, за књигу есеја Мит и мода, 1979.[2]
- Награда „Витез позива”, 2007.[5]
- Награда града Зрењанина, 2016.[6]
- Награда „Корнел Сентелеки”, за допринос књижевности Мађара у Војводини, 2018.[7]
- Награда Мађарске академије наука Laureatus Academiae, 2019.[2]
- Награда „Карољ Сирмаи”, 2022.